# Fernaldia
Fernaldia es un género de plantas con flores con cinco especies  perteneciente a la familia Apocynaceae. Es originario de El Salvador hasta Centroamérica.

## Taxonomía
El género fue descrito por Robert Everard Woodson y publicado en Annals of the Missouri Botanical Garden 19(1): 48. 1932. La especie tipo es: Fernaldia pandurata (A.DC.) Woodson

## Especies
- Fernaldia asperoglottis Woodson
- Fernaldia brachypharynx Woodson
- Fernaldia glabra (Molina) Lundell
- Fernaldia pandurata (A.DC.) Woodson
- Fernaldia speciosissima Woodson